# 中東問題有關四方
中東問題有關四方（英語：Quartet on the Middle East），又稱中東和平四方集團，是兩對分別由國際及跨民族的實體組成，參與對以色列與巴勒斯坦衝突的調解工作。四方分別是聯合國、美國、俄羅斯及歐盟組成。組織在2002年成立於馬德里，現任特使為基诺·德布尔。

## 歷史
2000年9月份，爆發阿克薩群眾起義，以及後來失敗的停火協議，是中東問題四方成立的誘因。2001年12月25日，聯合國、美國、俄羅斯及歐盟的代表會見巴勒斯坦領袖亞西爾·阿拉法特。及後四方發表聯合聲明，支持亞西爾·阿拉法特執行的停火政策及巴勒斯坦權力機構的安全改革。2004年4月，以色列侵入巴勒斯坦領域，四方代表再次齊集馬德里，要求雙方貫徹執行由之前美國安排的停火協議。在這次會議中，四方亦同意將四方合作的模式，改為一個永久性的論壇，以隨時跟進巴以和平進程。